# Laphria philippinensis
Laphria philippinensis là một loài ruồi trong họ Asilidae. Laphria philippinensis được Enderlein miêu tả năm 1914.